# カプリチョーザ
1. capricciosa - イタリア語で「気まぐれ」を意味する。イタリア料理のメニューで使われる際は、「シェフにおまかせ」と捉える場合が多い。
2. この項目では、株式会社 伊太利亜飯店 華婦里蝶座が運営するイタリア料理チェーン店について記述する。

カプリチョーザは、東京都渋谷区に本社を置く株式会社伊太利亜飯店華婦里蝶座（イタリアはんてんカプリチョーザ）が運営するイタリア料理チェーン店。

## 沿革
- イタリア国立エナルクホテル学校をイタリア人以外で初めて首席で卒業した創業者兼オーナーシェフの本多征昭（1988年7月、44歳で逝去）が、イタリア政府から派遣され1970年3月に日本で初めて開催された大阪万博において、イタリア館のシェフを担当していた。
- 1978年7月に東京都渋谷区に1号店を開店[1]。
- 1982年、現在の渋谷本店（東京都渋谷区東1-3-1 カミニートビル1F）の同じビル内に拠点を移す[1]。

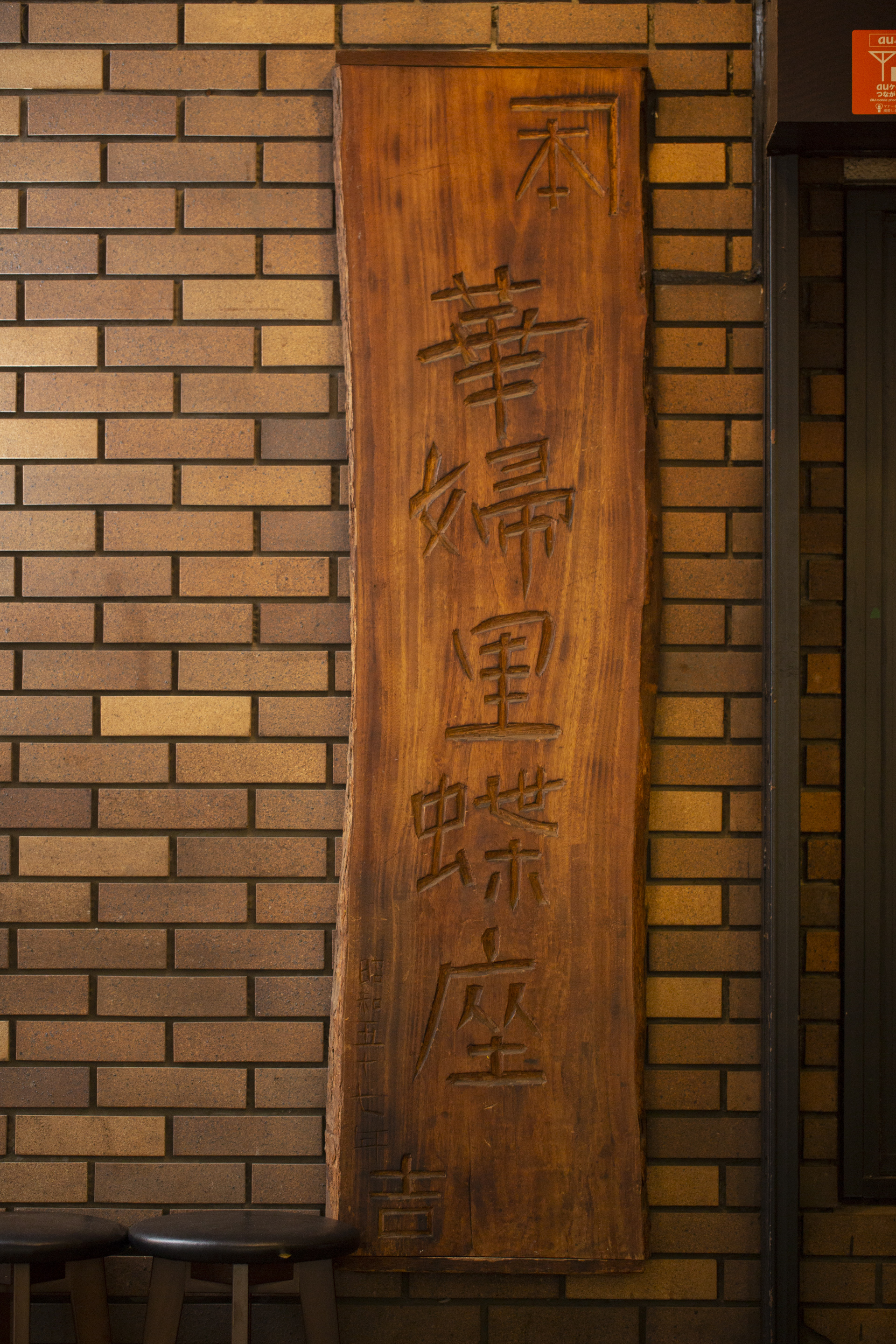
渋谷本店

- 1985年、株式会社日本WDI（現・株式会社WDI）とフランチャイズ契約を結び全国展開開始[1]。
- 2012年4月時点で、全国1都1道2府28県に計105店舗。
- 海外ではグアム、ベトナム、に数店舗を展開している。
- 過去にはカリフォルニアやハワイ、サイパン、韓国、シンガポール、中国、フィリピン、マレーシア、台湾などにも出店していた。

## 概要
- 店名の由来は、イタリア語で「気まぐれな」を意味する形容詞 capriccioso の女性形 capricciosa から。
- 南イタリアの大衆食堂（トラットリア）の雰囲気をイメージして店舗設計がされている[2]。
- 創業当時の1978年頃は、イタリア料理はまだまだ高級で、ごく一部の人達のための料理だった。そこに創業者の本多征昭が目を付け、多くの客に安く美味しく提供したいという思いから誕生した[1]。
- TOKYO FMのラジオ番組「放送室」の中で、ダウンタウンの松本人志がカプリチョーザを絶賛したことから、カプリチョーザが同番組のスポンサーになり、企画「カプリチョーザ杯」が開催された。
- 2018年7月16日で40周年を迎え、オフィシャルホームページの刷新と40周年キャンペーンなどのデザイナーとして&Formの丸山新を起用した。
- 2018年10月30日にはノンフィクションライターの神山典士（著）、本多惠子（監修）で書籍『カプリチョーザ 愛され続ける味』をプレジデント社から出版。

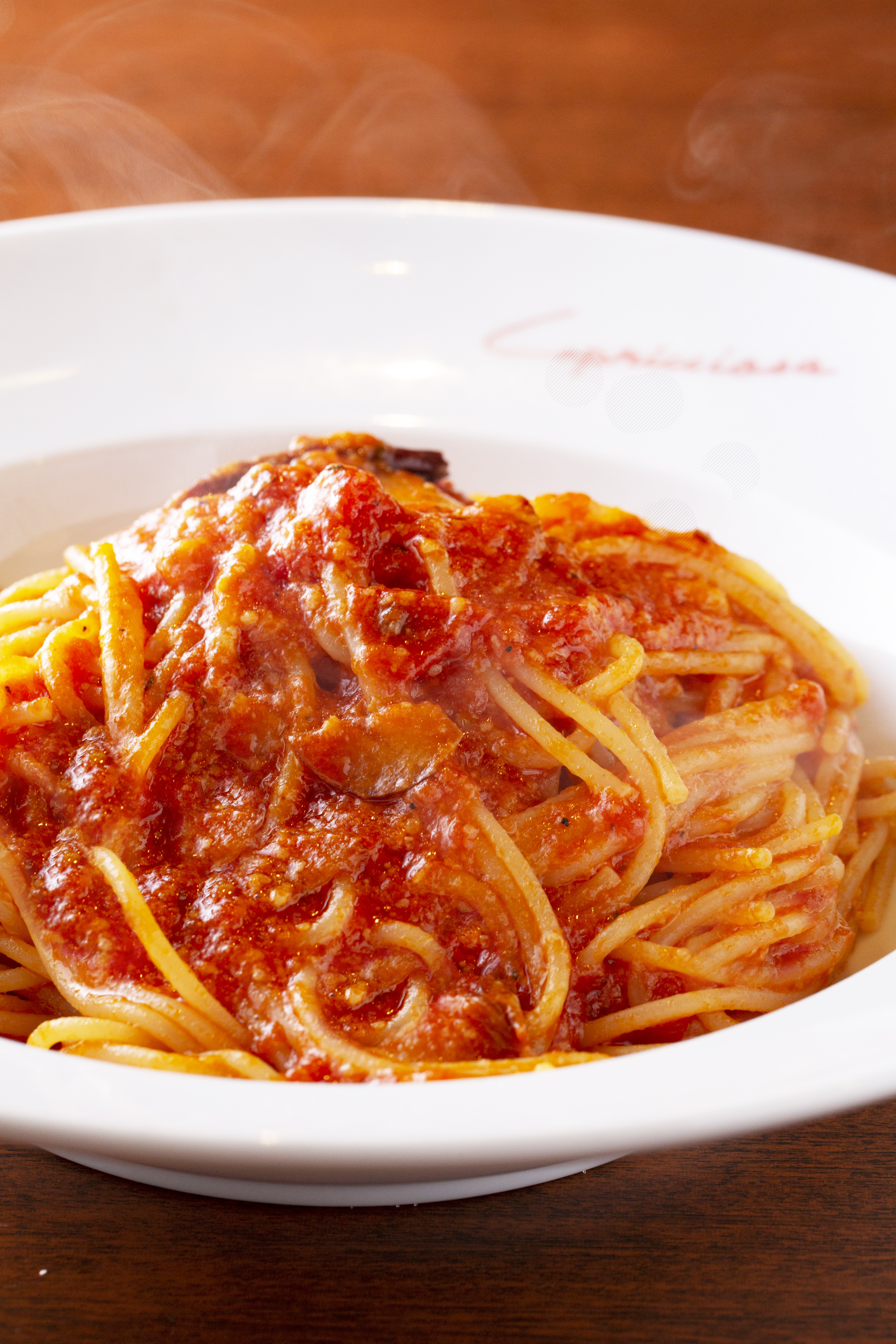

## 関連会社
- 有限会社カプリチョーザプランニング
- 株式会社M・K・Yフーズ